# 五仙门发电厂旧址
五仙门发电厂旧址，又名粵垣電燈公司舊址、電燈機器總廠，是廣州市文物保護單位之一，位於廣東省廣州市越秀區沿江西路421號附近。发电厂在1900年由外資旗昌洋行投辦，是廣州首座火力發電廠，華南地區最早的商辦電廠。後在1909年由廣東政府和商人合股贖買，並在1930年收歸市有。到了1930年代初，五仙門發電廠已成為廣州民眾生活中不可或缺的一部分。發電廠在抗日戰爭期間被侵華日軍接管，後交由資源委員會與廣州市政府合辦；在第二次國共內戰期間，國民政府計劃在撤離廣州前把當地的公共設施焚燬，又在撤離後轟炸廣州，但發電廠未受損害。1974年（一說為1975年），五仙门发电厂因發電設備老化、污染環境、能源消耗量大而停止發電；此後，發電廠舊址封閉了20多年，幾經轉手後由香港開發商恒基兆業地產擁有，並曾被用作餐飲經營，但最終只剩下一個經營者。
舊址在2008年列入廣州市文物保護單位，並由產權人捐贈給廣州市政府，計劃改作廣州華僑博物館，于2022年6月1日开放。

## 歷史

### 創立至收归市有

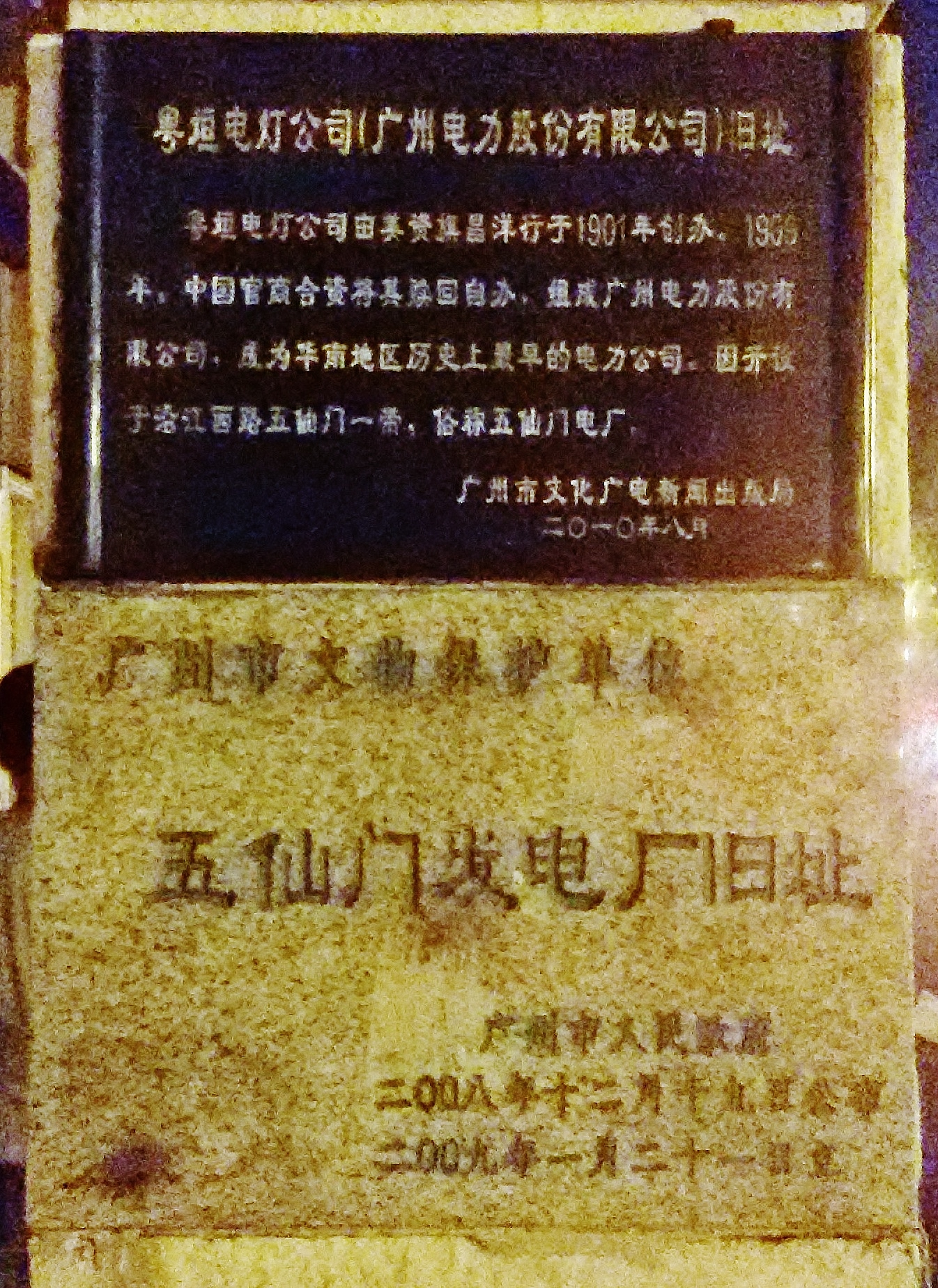
文保碑上方的介紹

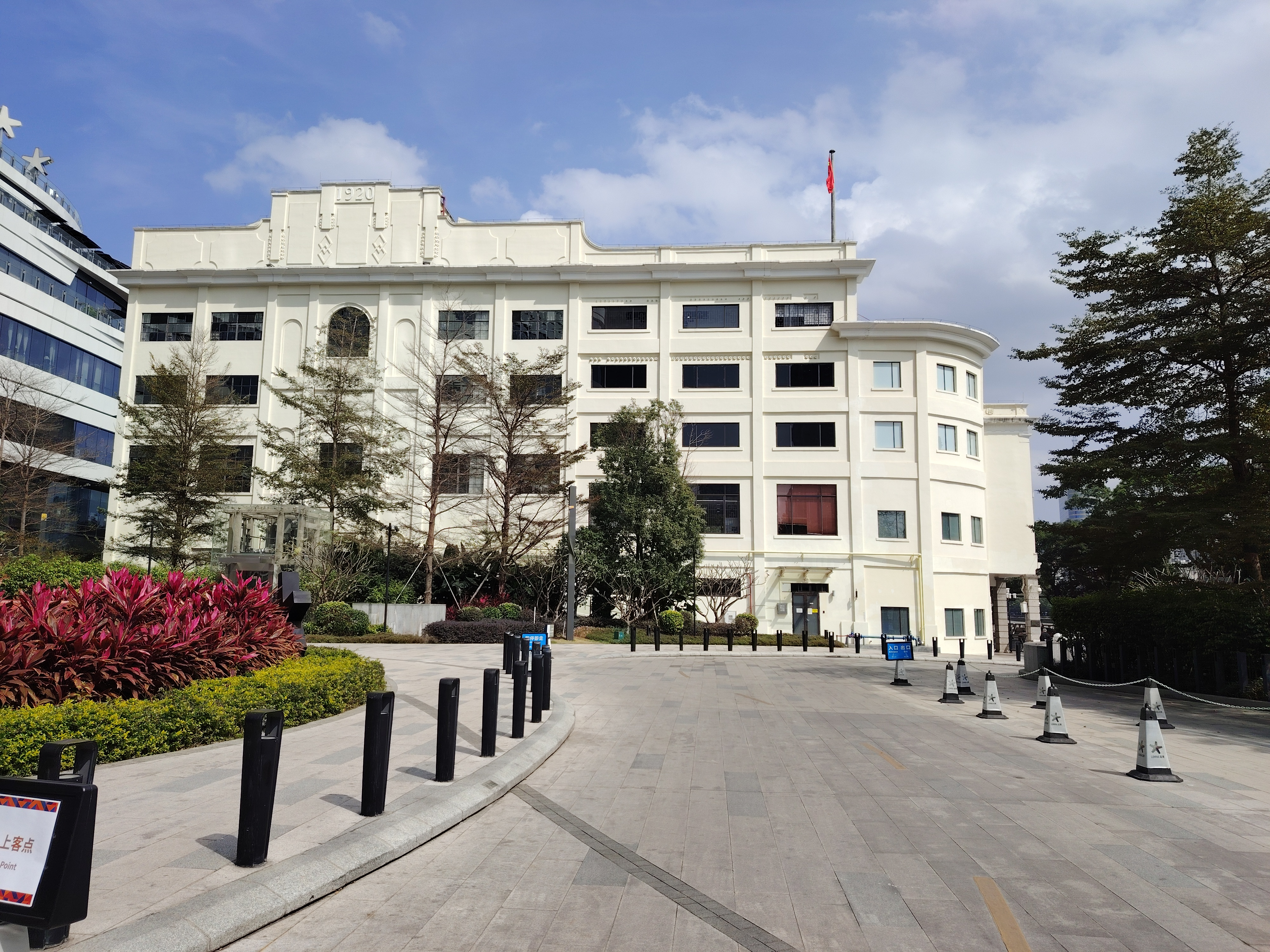
修葺后西侧现貌，楼顶有“1920”字样

广州是中國最早使用电能的城市之一：1888年，两广总督张之洞採購了发电机和电灯，以供衙门照明之用；1890年，有美国华侨集资開辦广州电灯公司，是中國首家以民族资本经营的电灯公司，但因需求太少和故障頻繁而在1899年倒閉。广州电灯公司的運作令广州民眾普遍對电有认知。
1900年（一說為1901年），外資旗昌洋行看中广州的电力行业處於初起步階段，決定在當地开办粤垣电灯公司，並在五仙门投办了五仙门发电厂（早年又名电灯机器总厂），獲两广总督岑春煊批准。五仙门电厂是廣州首座火力發電廠，开业资本為150万元，不少人員是广州电灯公司的员工，發電設施有锅炉和总容量為546千瓦的四台发电机。
1909年，广东政府和商人（以海外華人为首）合股150万元，向外資赎买粤垣电灯公司，改为广东电灯股份有限公司；发电厂又扩展业务，並採購更多发电机组。发电厂的額定容量在1911年達到1,000千瓦，1915年達到1,900千瓦。1919年，政府在广东电灯股份有限公司持有的股份經招商後售出，令公司变成完全商办，易名为广州市商办电力股份有限公司；五仙门发电厂還加建了新厂房，於1920年落成。在1921年至1926年間，发电厂先後添置了三台发电机组，額定容量達16,000千瓦。
其後，广州市商办电力股份有限公司出現了管理不善、用戶欠繳电费等问题；广东省政府在1930年為此成立整理委员会，原定在接管公司一年後交还股东，但一年期满後多次延期。1932年，广州市公用局局长李仲振指电力公司在商办下业务不見起色、内部出现腐败，據此建议廣州市政府把公司收归市有，獲广州市市长刘纪文批准，公司因而易名為广州市电力管理处；大多数股东不服決定，联名向國民政府提出上诉，未果。
在五仙门发电厂發展的同時，广州经济发展迅速，工业用电日增，亦有更多民用設施需要电力，令广州对电的需求日益上升；到了1930年代初，五仙门发电厂已成為广州民眾生活中不可或缺的一部分。1935年，广州市电力管理处的用户有近七万户，全年收入686万元，盈余117万元。电力管理处收取的电费亦變得較低廉。

### 日佔至停用
五仙门发电厂靠近广州城中，為一军事要点。抗日戰爭期間的1938年10月21日，侵華日軍入侵广州後迅速接管发电厂，广州市电力管理处易名为台湾电力株式会社广东支店广州市电力厂，任命日本人出任經理；由於交通问题，发电厂缺乏用於燒煤發電的煤炭，只好改用木糠作燃料。1945年日本投降後，国民政府军事委员会广州先遣军总司令部改任命中國人作經理；1946年7月，电力管理处交由資源委員會与广州市政府合办，易名為广州电厂，其中资源委员会的股份佔60%、广州市政府的股份佔40%。
第二次国共内战期間，国民政府计划在撤离广州前把當地的公共设施付之一炬，五仙门发电厂的200多名工人便组成护厂队，在厂外晝夜巡逻，並储备燃料；1949年10月，中國人民解放軍急行部队进入广州，广州易手，国民政府未及焚燬发电厂便已撤走。1950年3月3日，国民政府七度轰炸广州，工人纠察队護厂救灾，令五仙门发电厂未受损害。

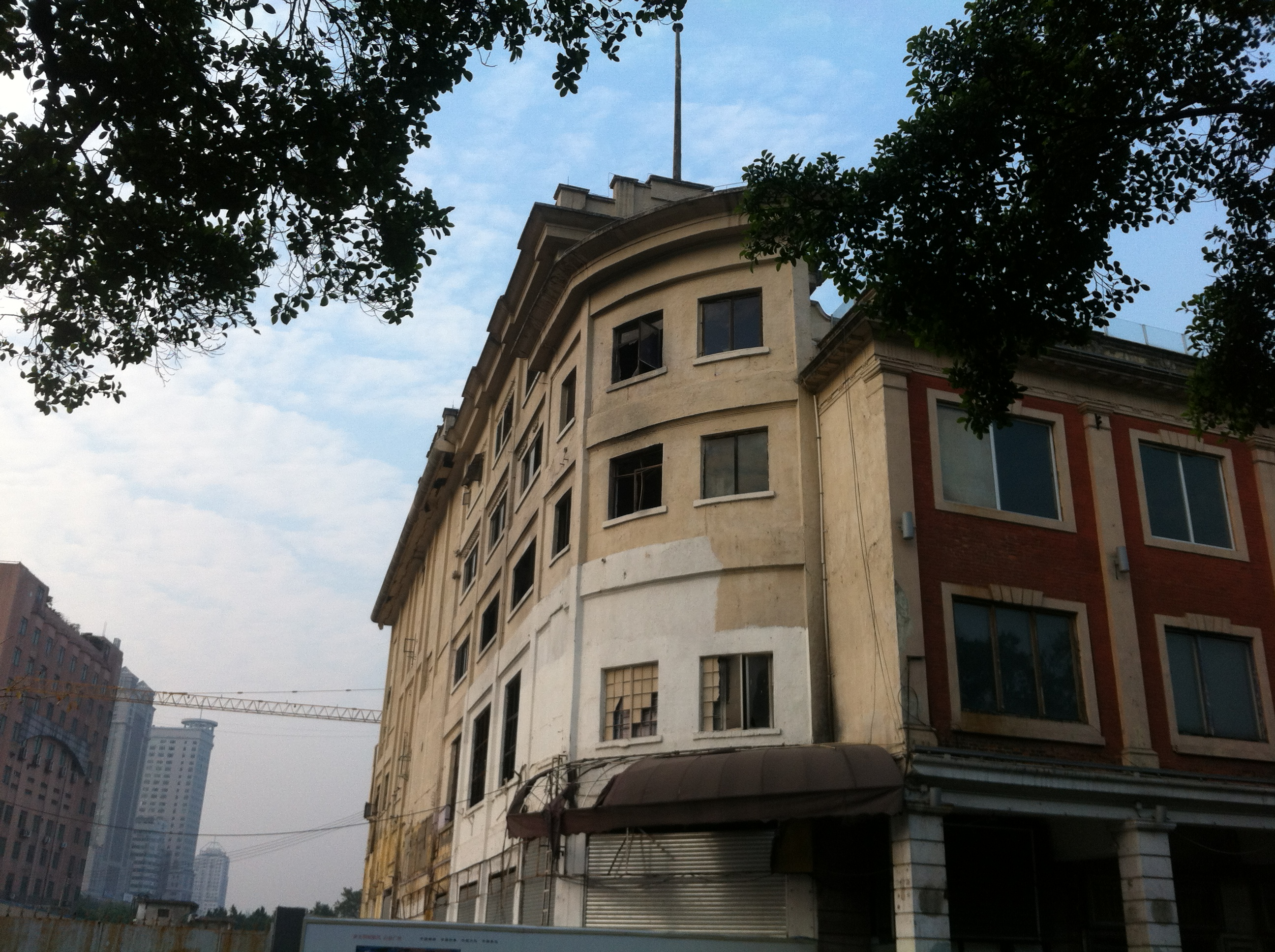
發電廠舊址改造前的西端

1952年2月，五仙门发电厂的三台发电机组（總容量為17,000千瓦）与西村电厂并网运行，联成广州电网，广东省的电力系统由此开始形成。五仙门发电厂在同年11月并入西村电厂，但在兩年後的1954年10月分出；到了1961年7月，广东省水电厅重新把五仙门发电厂并入西村电厂。在文化大革命期間，广州电力工业遭受干扰，出現事故增多、效益下降、设备损坏、屢违制度的情況。五仙门发电厂在1974年（一說為1975年）因发电设备老化、污染环境、能源消耗量大而停止发电，並在1984年注销，原來的工人被分配到广州电力系统的其他部门。

### 之後計劃

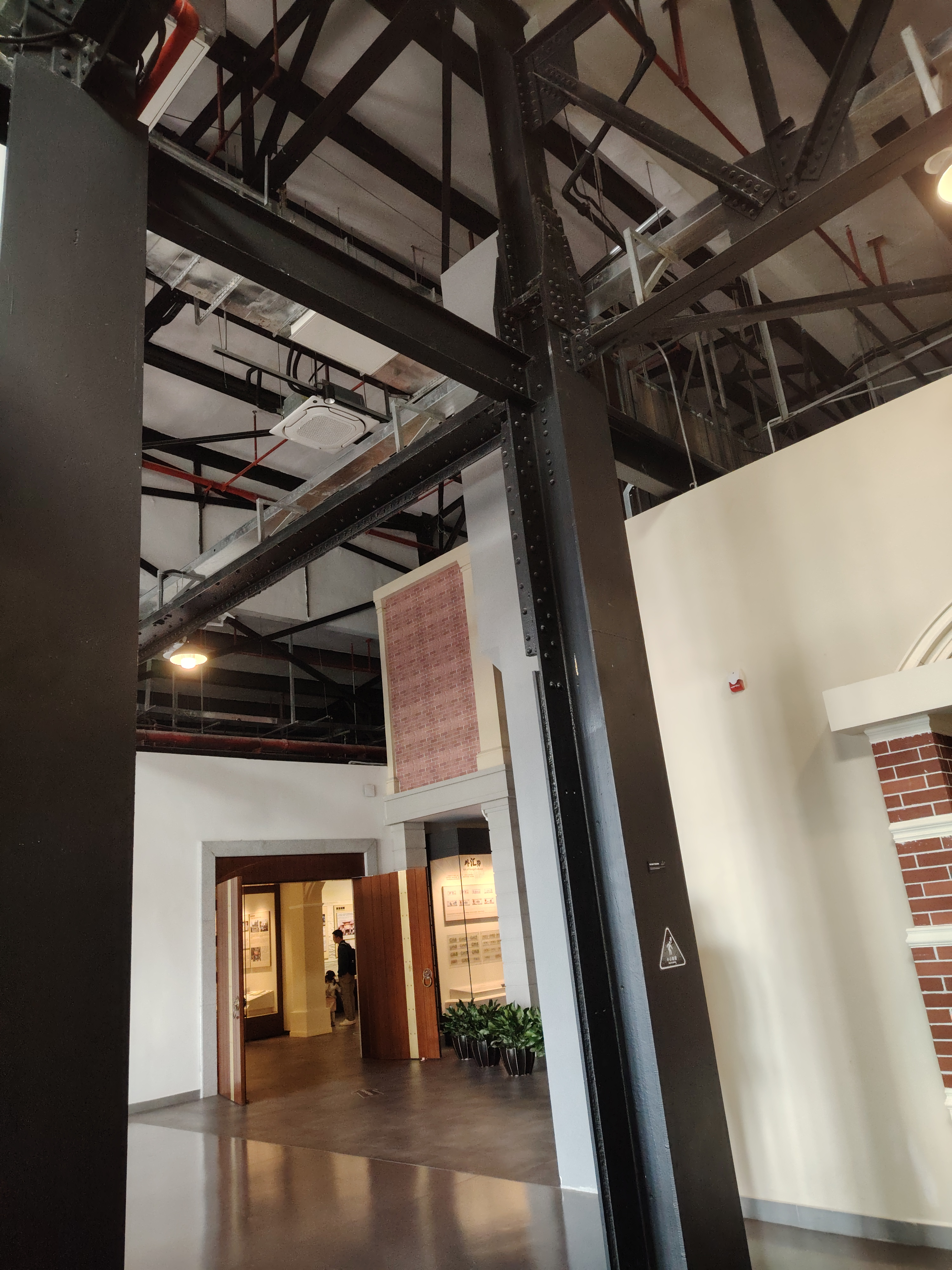
五仙门电厂楼顶

自從停止運作後，五仙门发电厂封闭了20多年，附近一带則成为了酒吧街。後來，发电厂旧址幾經转手後由香港开发商恒基兆業地產擁有，外包作餐饮经营，但最終只剩下一個经营者。旧址历经百多年仍非常牢固，只有底部出現不影響結構安全的鐵鏽，在2008年列入廣州市文物保護單位。恒基兆業地產後将五仙门发电厂業權轉予廣州市政府，在2015年完成轉交手續。
2013年，政府計劃在发电厂旧址兩旁興建高档商贸大厦，為同一地產商的广州恒基中心，旧址本身則會改為广州华侨博物馆。发电厂旧址是廣州市文物保護單位，本來不能开发，最終产权人把旧址捐赠给广州市政府，令开发計劃得以執行。亦由於旧址是文物保護單位的關係，是次開發不可改變其主體的原狀，要充分展現文物東、南、西三面的面貌；保護範圍五米內不得建設，範圍外五至十五米設有高度限制。據悉專門設計有五仙門歷史展区，計劃設在四層中間通道，公眾入四層大堂仰望天頂，可直觀建築舊有的鋼樑構件。

## 結構
五仙門發電廠佔地約2,788平方米，建築面積約為8,020平方米，採用骑楼的建築設計。發電廠的主体框架採用全钢结构，建築材料是德国钢材和水泥，耐久度高。